# (2634) James Bradley
(2634) James Bradley ist ein Asteroid des Hauptgürtels, der am 21. Februar 1982 vom US-amerikanischen Astronomen Edward L. G. Bowell an der Anderson Mesa Station (IAU-Code 688) des Lowell-Observatoriums in Coconino County entdeckt wurde.
Der Asteroid wurde nach dem englischen Geistlichen und Astronomen James Bradley benannt, der zwischen 1742 und 1761 als Nachfolger von Edmond Halley das Royal Greenwich Observatory leitete.